# Felice Strait
Felice Strait is een zeestraat in de Alexanderarchipel in de Alaska Panhandle in het zuidoosten van Alaska in de Verenigde Staten.

## Geografie
De zeestraat ligt in de eilandengroep van de Gravina Islands tussen Annette Island in het noorden en noordwesten en Duke Island en Mary Island in het zuiden en zuidoosten. In het westen ligt het Hotspur Island in de zeestraat en komt de zeestraat uit op de Clarence Strait. Voor de monding liggen de Percy Islands. In het oosten komt de zeestraat uit op het Revillagigedo Channel.
Het waterlichaam ligt in de mariene ecoregio Noord-Amerikaans Pacifisch Fjordland.